# Чама Ча Мапіндузі
Чама Ча Мапіндузі (суах. Chama cha Mapinduzi — Партія революції) — керівна політична партія Танзанії. Партія заснована з ініціативи Джуліуса Ньєрере 5 лютого 1977 і з тих пір домінує в політиці. Попередником партії був Африканський національний союз Танганьїки.

## Історія та ідеологія
Спочатку партія дотримувалася африканського варіанту соціалізму, підтримувала колективне сільське господарство (уджамаа), а також ідеї панафриканської солідарності та неприєднання. Згодом, після відходу Ньерере з посади президента країни, партія відійшла від своїх ідеологічних установок до невизначених центристським позиціям і прагматизму, відстоюючи ринкову економіку та економічну модернізацію.
Всі чотири голови партії були президентами Танзанії протягом усього терміну свого партійного лідерства.